# Пинкни (Мичиген)
Пинкни (енгл. Pinckney) град је у америчкој савезној држави Мичиген.

## Демографија
По попису из 2010. године број становника је 2.427, што је 286 (13,4%) становника више него 2000. године.
| Група             | 2000.         | 2010.         |
| Белци             | 2.085 (97,4%) | 2.344 (96,6%) |
| Афроамериканци    | 3 (0,1%)      | 2 (0,1%)      |
| Азијати           | 3 (0,1%)      | 8 (0,3%)      |
| Хиспаноамериканци | 15 (0,7%)     | 43 (1,8%)     |
| Укупно            | 2.141         | 2.427         |